# 중푸향

중푸향의 위치

중푸향(한국어: 중포향, 중국어: 中埔鄉, 병음: Zhōngpǔ Xiāng)은 중화민국 자이현의 향이다. 넓이는 129.5016km2이고, 인구는 2015년 8월 기준으로 45,828명이다.

## 지리
중푸향은 자이현 남부에 위치하고 북쪽은 자이시 둥구와 서쪽은 수이상향과 동북쪽은 판루향과 동남쪽은 다푸향과 남쪽은 타이난현 바이허진과 각각 접하고 있다.

## 역사
중푸는 이민에 의한 이주의 지위를 나타내는 지명이다. 중푸의 주변에는 유딩푸(有頂埔), 바이망푸(白芒埔), 싼제푸(三界埔), 수터우푸(樹頭埔) 등이 있고 그 중심에 위치하고 있는 것어 '중푸'라는 이름이 붙여졌다. 원래는 원주민인 추족의 활동 영역이며 청대에는 이번통사가 설치되어 원주민과의 교역이 행해지고 있었다. 1920년의 타이완 지방제 개편에 의해 주호장(中埔庄)이 설치되어 다이난주 가기군의 관할이 되었다. 전후 처음에는 타이난현 중푸향이었지만 1950년에 자이현 중푸향으로 개편되었다.

## 교통
- 국도 3호선